# Фридрих Генрих Прусский
Вильгельм Эрнст Александр Фридрих Генрих Альбрехт Прусский (нем. Wilhelm Ernst Alexander Friedrich Heinrich Albrecht von Preußen; 15 апреля 1874, Ганновер, Пруссия — 13 ноября 1940, Зайтенберг, Нижнесилезское воеводство) — прусский принц, офицер прусской армии.

## Биография
Фридрих Генрих — старший сын прусского принца Альбрехта и его супруги Марии Саксен-Альтенбургской. Отличался высоким ростом, превышавшим два метра. Изучал юриспруденцию в Боннском университете. По окончании учёбы поступил на военную службу в звании майора 1-го гвардейского драгунского полка имени королевы Виктории и в 1902 году был прикомандирован к Генеральному штабу. В 1904 году принц Фридрих Генрих был назначен командиром 1-го бранденбургского драгунского полка и 21 мая 1906 года получил звание полковника. После разоблачений Максимилиана Гардена в 1907 году принц был уволен с должности командира полка, исключён из прусской армии за гомосексуальность и был вынужден покинуть Берлин. Фридрих Генрих проживал в Южной Франции и Египте, затем в полном уединении в своих силезских владениях. В начале Первой мировой войны принцу было разрешено служить в армии ефрейтором без права повышения в звании. Принц никогда не был женат и не оставил наследников. Умер в Зейтенберге последним из трёх братьев, с его смертью пресеклась альбрехтова ветвь Гогенцоллернов по отцовской линии. Был похоронен в парковом мавзолее.